# Byhøj
En byhøj eller ruinhøj (arabisk tell, lejlighedsvis skrevet tel (fra hebraisk: תֵּל)) er betegnelsen for en bakke eller høj, hvor bosættelser (incl. byer) afløser hinanden - fx over flere hundreder år eller mere. Resultat er, at terrænet efterhånden hæves til en høj i landskabet, grundet byggeaffald, afføring og/eller køkkenaffald. Typisk - jo dybere arkæologiudgravning i byhøjen, jo ældre kulturlag. En typisk byhøj ligner mere eller mindre en ujævn lav keglestub.
Fænomenet byhøj er globalt men er især almindeligt i mellemøsten; bakker og høje benævnes magoula på græsk, hüyük på tyrkisk og tepe på farsi, men omfatter også byhøje.

## Arkæologi
En byhøj er en bakke skabt af mange generationer af mennesker, der har boet, bygget og genopbygget på samme sted. Over tid er niveauet langsomt steget, indtil det udgør en byhøj, en høj i landskabet. Den største bidragyder til massen i en byhøj er byggemateriale af ler, som forvitres og hurtigt går i opløsning.
Udgravninger af en byhøj afslører begravede strukturer som bygninger af administrativ eller militær art, religiøse helligdomme og boliger til almindelige mennesker, der boede og arbejdede på stedet. De kan findes på forskellige dybder, afhængigt af deres datering og kan ofte overlappe hinanden, enten vandret eller lodret eller begge dele.
Arkæologer der udgraver og udforsker en byhøj forsøger at fortolke arkitektur, formål og datering for bosætningslaget. Da udgravningen af en byhøj er en destruktiv proces, har fysikere og geofysikere udviklet ikke-destruktive metoder til at identificere sådanne arkæologiske udgravninger.

## Eksempler
- Tell Barri i Syrien
- Tell Bazmusian i nordlige Irak
- Tel Be'er Sheva i Israel
- Tell Beydar i Syrien
- Tell Brak i Syrien
- Tel Hazor i Israel
- Tel Lachish i Israel
- Tell Leilan i Syrien
- Tel Megiddo i Israel
- Tell Shemshara i nordlige Irak
- Tel Yafo
- Tell Yarmouth i Israel.
- Vestervig byhøj i Thy (ca. 2 meter høj).[10][11]